# أليس جايلز
أليس جايلز (بالإنجليزية: Alice Giles)‏ هي موسيقية أسترالية، ولدت في 9 مايو 1961 في أديلايد في أستراليا.

## وصلات خارجية
- أليس جايلز على موقع ميوزك برينز (الإنجليزية)
- أليس جايلز على موقع أول ميوزيك (الإنجليزية)
- أليس جايلز على موقع ديسكوغز (الإنجليزية)